# Magdalena Cielecka
Magdalena Cielecka (Myszków, 20 de febrero de 1972) es una actriz polaca de cine y teatro.
Cielecka pasó su infancia en la pequeña ciudad de Żarki-Letnisko. En 1995, se graduó en la Państwowa Wyższa Szkoła Teatralna de Cracovia. Poco después, se unió a la Teatr Stary Theatre Company en Cracovia, donde permaneció hasta 2001, cuando se mudó a Varsovia y se unió a la Teatr Rozmaitości Theatre Company.
A pesar de que hizo su primera aparición en el cine bastante temprano en una película de Barbara Sass titulada Pokuszenie (1995), inicialmente era conocida principalmente por su trabajo en el teatro. Unos años más tarde se hizo ampliamente reconocida como actriz de cine y ganó popularidad con sus papeles cinematográficos como Samotność w sieci o la serie de televisión Magda M.
En el Festival Internacional de Edimburgo de 2008 interpretó el papel principal en una adaptación, aclamada por la crítica, de 4.48 Psychosis de Kane por la compañía de teatro polaca Teatr Rozmaitości.

## Filmografía
- Pokuszenie (1995)
- L'Élève (1996)
- Sława i chwała (1998) TV mini-series
- Amok (1998)
- Jak narkotyk (1999)
- Zakochani (2000)
- Egoiści (2000)
- Weiser (2001)
- Listy miłosne (2001)
- Faithful (2002)
- Powiedz to, Gabi (2003)
- Trzeci (2004)
- Po sezonie (2005)
- Boża podszewka. Cześć druga (2005) TV series
- S@motność w sieci (2006)
- Palimpsest (2006)
- Chaos (2006)
- Oficerowie (2006) TV mini-series
- Kolekcja (2006) (TV)
- Magda M. (TV series)
- Droga wewnętrzna (2006) (TV)
- Katyn (2007)
- Córki dancingu (2015)
- Estados Unidos del Amor (2016)
- Blind Love (2016)